# David Burton-Sampson
David Edmund Burton-Sampson est un homme politique du Parti travailliste britannique qui est député de Southend West et Leigh depuis 2024.

## Carrière politique
Burton-Sampson est chef adjoint du groupe travailliste au conseil de Basildon.
Il bat la députée conservatrice Anna Firth, qui avait remporté le siège lors d'une élection partielle après le meurtre du député David Amess en octobre 2021.